# DL사이트
DLsite(디엘사이트)는 일본 기업・주식회사 EISYS(에이시스)가 운영하는 동인(동인지・동인 게임), PC 소프트웨어(PC게임・어덜트 게임), 전자서적 등을 판매하고 있는 다운로드 판매 사이트이다. 「DLsite」는2022년 현재, 전 세계 회원 수 900만 명 이상을 보유하고 있다.
2018년 12월까지의 서비스 명칭은 DLsite.com (디엘사이트 닷컴). 판매 상품에 따라 다양한 부문으로 나누어져 있으며, 디지털 동인 시장에서는 선구 사이트 중 하나로 여겨지고 있다.

## 연혁
- 1996년 7월 - 유한회사 아오키 시스템에서 「소프트 아일랜드」란 명칭으로 설립.
- 2001년 1월 - 유한회사 아오키 시스템이 주식회사 EISYS로 개편됨에 따라, 사이트명이 DLsite.com으로 변경.
- 2003년 3월 - 디지털 미디어 마트(현DMM.com)과 제휴하여, DMM.ADULT (FANZA의 전신)의 동인 코너를 수탁.
- 2004년 2월 - 공식 사이트를 전면 리뉴얼, 영어판 서비스 개시.
- 2005년 1월 - 운영 회사인 주식회사 EISYS가 라이브도어의 산하에 들어가다.
- 2005년 8월 - DMM과의 제휴 해제.
- 2009년 3월 - 휴대전화용 서비스 「DLsite Mobile」 개설.
- 2009년 5월 - 자매 사이트 GAME999 개설.
- 2010년 4월 - 등록 서클 수 10,000개 돌파.
- 2010년 5월 - 운영 회사인 주식회사 EISYS가 라이브도어 산하에서 이탈, GEO(게오)의 완전 자회사가 되었다.[2]
- 2011년 5월 - 공식 사이트를 7년 만에 전면 리뉴얼하여, 심사 단체별 카테고리 철폐 등 재편 실시.
- 2016년 5월 - TAIWAN G2 Corporation이 「DLsite.com 타이완판」을 제공 개시.
- 2016년 8월 - 미국의 다운로드 판매 서비스 ImagineVR과의 업무 제휴 개시.[3]
- 2018년 2월 - Steam에서의 일반용 게임 소프트웨어 판매 사업 참여 및 번역 서비스 사업 제공 개시 발표[4]. 2월 20일에 배급 제1탄으로서, 아부라소바 비와(あぶらそば日和)의 단편 게임 『Mavi's Journey』를 무료 배포하였다.[4]
- 2018년 5월 - Steam에서 배포할 게임 공모 개시.[5]
- 2019년 1월 - 서비스 명칭을 「DLsite.com」에서 「DLsite」로 변경.[6]
- 2020년 6월 - 앨리스 소프트의 란스10의 중국어판 발매
- 2021년 3월 - 전연령용 전자서적 판매 페이지가 「DLsite comipo」로서 독립.[7]
- 2021년 11월 - 원작자가 허가한 작품을 팬인 번역자가 번역하여, 번역 작품의 판매 매상을 분배하는 「다함께 번역」서비스 개시[8]

## 전 연령
동인
전연령 동인 작품.

### PC 소프트
- 전연령 PC 소프트.

### 일반 코믹(DLsite comipo)
- 전연령 전자 서적 (주로 상업 만화 작품) 2021년 4월, 일반 코믹 판매처가 『DLsite comipo』로서 DLsite에서 독립. 오디오북 등을 취급하기 시작했다.[7] 2021년 12월부터는 EISYS의 그룹 회사・주식회사 viviON이 운영하고 있다.

### 스마트폰 게임
- Android 단말용 게임.

## 남성 성인향
동인
성인용 동인 작품(Lilith나 softhouse-seal, Norn 등 「기업 동인」도 포함된다）.

### 미소녀 게임
상업용 성인 게임 및 어덜트 애니메이션[7].

### 성인 코믹
성인용 만화・포르노 등 상업 전자서적.

### 스마트폰 게임
성인용 Android 단말용 게임.

### DLsite가루마니
2011년 리뉴얼 진행 시, 2005년에 흡수・합병 되었던 DLfun의 「하나마루넷(花まるネット)」의 후신인「Hanamaru」에서 「Girls Maniax」로 개명. 2018년에 이루어진 사이트 분할 등을 거쳐 「DLsite가루마니」로 개명되었다. 여성향／TL, BL로 판매처가 나누어져 있다.

## 다국어 대응
2022년 시점으로, 일본어 외에도 영어, 간체중문, 번체중문, 한글의 총 4가지 언어의 사이트 표시를 지원하고 있다.
일본어 작품을 다른 언어로 번역한 작품을 판매하고 있으며, DLsite의 주도하에 이루어지는 공식 번역 외에, 원작자가 번역 허가를 낸 만화나 음성 작품에 대하여 팬인 번역자가 번역을 실시하는 「다함께 번역」을 통해 제작된 작품도 판매하고 있다.

## DLsite 니지GAME
게임 플랫폼. 2013년 4월 9일에 「니지요메(にじよめ)」라는 이름으로 오픈하였다. 2015년 5월, PC 버전을 오픈. 2020년 1월 29일에 「DLsite 니지GAME」으로 명칭을 바꾸었다.
PC나 스마트폰 브라우저에서 플레이할 수 있는 게임을 중심으로, 일부 설치형 게임과 Android 대응 스마트폰 앱도 배포하고 있다.

### 일반 브라우저 게임
(*)는 18금 요소가 들어간 18금판도 존재한다.
- 초은하단 (超銀河船団) ※MAGES. / 5pb.
- 릭☆지아스 (りっく☆じあーす) ※ 주 코퍼레이션 (ズー コーポレーション)
- 공전 처녀 - 스카이 발키리즈 - (空戦乙女-スカイヴァルキリーズ-) (＊) ※ 에이시스 (エイシス) / 아메이지아 (アメイジア)
- 카구라 대전 (神楽大戦) (*) ※EISYS(エイシス) / 데보집 제작소 (でぼの巣製作所)
- 사랑하는 서점 (恋する書店)（＊）
- 전국의 전날공주 (戦国の戦刃姫)（＊）Wakka
Firefox에서는 이전에는 플레이 가능했지만, Ver.52로 업그레이드 시의 Unity 비지원화에 따라, 그 이전 버전을 포함한 Win10에서의 플레이가 불가능하게 되었다. 또한, Win10 이전 OS에서의 Firefox를 통한 플레이는 일단 가능하지만 진화 화면 등에 오류가 발생하는 등 일부 플레이에 지장이 발생하는 경우가 있다.

### R18 브라우저 게임
- 우르르 몰려드는 키스 (ばるはらばるきりーず) ※ 에이시스 (EISYS)
2013년에 스마트폰판이 개설된 그 후, 2015년에 PC 브라우저판 (으리으리으리으리한 키리쯔피시, ばるはらばるきりーず　ぴーしー)으로 시작했다. 시스템은 PC판은 스마트폰판과 크게 달라 등장하는 주요 캐릭터에 차이는 없지만, 쌍방에 각각 미등장 캐릭터가 있다.

- 음유 소환 플룬 페어리즈 (淫乳召喚 ぷるるんフェアリーズ) ※ 에이시스 (EISYS)
2015년부터 "신유×강림☆푸룬발키리즈"로 대폭 리뉴얼되었다.

## DL 채널
커뮤니티 사이트. DLsite가 개설 20주년을 맞이한 2016년 10월에 탄생. DLsite에서 취급하고 있는 작품을 망라한 데이터 베이스와 게시판, 인터넷상의 정보를 기사로 정리하는 기능을 제공하고 있다

## 기타 점포 판매
DLsite에서는 전자 서적 작품(동인지)를 등록 판매하고 있는 크리에이터를 대상으로 연계 스토어 판매 서비스를 제공하고 있다.
또한, 과거에는 아래 다운로드 판매 사이트에서 판매하고 있었다.

### 과거의 판매 파트너
- DMM.ADULT (현 FANZA) - DMM이 2005년에 자사에서 동인 취급을 개시한 것에 수반해 제휴 해소.
- i-Comic (로직 운영) - 2009년 사이트 폐쇄.
- Galge.com (벡터 운영) - 2009년 12월 동인코너를 디지걸스토어로 이행한 후 2010년 2월 폐쇄.
- D-drops (칠레지 운영) - 2010년 10월 제휴 해소.
- 전자 서점 파피레스 (電子書店パピレス) - "위탁 동인지"의 취급 종료에 따른, 2011년 6월 19일에 종료.
- 만화 시장 DL (주식 회사 북 빌리지 운영) - 사이트 자체 폐쇄로 2011년 7월 하루에 종료.
- キャララ!!.CC (부즈운영) - 2012년 7월 제휴해소. 2013년 12월 20일 폐쇄.
- プロップDL On-Line (주식회사 오버웍스 운영) - 운영 사이트 폐쇄로 2012년 7월 제휴 해소.
- アぷろ～ど！ (오버웍스 운영) - 운영 사이트 폐쇄로 2012년 7월 제휴 해소.
- DL パフェ (인터피아 주식회사 운영) - 운영 사이트 폐쇄로 2013년 3월 28일 종료。
- デジガールストア (벡터운영) - 2013년 6월 제휴 해소. 2014년 1월 15일 폐쇄.
- もえこみ (미라지 주식회사 운영) - 운영 사이트 폐쇄로 2013년 10월 제휴 해소.
- FRANKEN (잼 티비 운영) - super media mall로 통합.
- らぶこみ.com (잼 티비 운영) - 2013년 9월 제휴 해소.
- super media mall(잼 티비 운영) - 2013년 10월 제휴 해소.
- モビぶっくインディーズ (주식회사 모비복 운영) - 2015년 12월 종료.
- アキバイン.com (구, 디지뱅크 운영) - 2016년 3월 종료.

### DLsite에 흡수된 사이트
- DLfun -2001년부터 2006년 9월까지 운영.2005년 에이시스가 인수한 뒤 여성용 "DLsite 하나마루"로 계승돼 2011년까지 존속했다.

## 종료 서비스

### 노벨 메이드
2010년 3월 베타판 공개, 4월부터 정식 서비스 개시. 브라우저 상에서 노는 어드벤처 게임을 자작하고 무료 또는 유료(최저 가격 10엔)에서 제공할 수 있었다. 2013년 12월 9일에 서비스를 종료.

### DLsite Rental
2017년 4월 20일 운영 개시. PC게임을 대여할 수 있었다. 2019년 6월 28일 서비스 종료.

### DLsite Mobile
2009년 3월 2일 운영 개시. 피처폰에서 만화를 열람 및 게임을 플레이할 수 있었다. 2013년 12월 24일, 서비스 종료.

### Girl's Maniax
2010년 9월 9일 운영 개시. 피처폰에서 만화와 소설을 열람할 수 있었다. 2012년 8월 31일, 서비스 종료.
GAME999
2009년 5월 14일, 오픈. 모든 타이틀이 균일가 999엔(세금 포함)인 자매 사이트. 판매하는 타이틀은 월별로 바뀌며, 매월 말, 일시 폐쇄 후 타이틀 교체 작업을 진행하며, 1주일 전후의 기간을 두고 새로 오픈했다. 소프트웨어 구입 시에는 DLsite의 유저 등록이 필수였지만, GAME999에서 구입하는 경우, DLsite 포인트는 사용할 수 없었으며, 포인트 환원도 받을 수 없었다. 2016년 6월 리뉴얼에 따라, DLsite 내 특설 코너로 바뀌었다. 서비스 구조도 변경되었다.

### DLsite.com G
성인용을 포함한 게이용 동인・상업 작품 판매처. 2018년 10월에 폐쇄되었으며, 기존 취급 작품은 DLsite가루마니 BL 판매처로 이동하였다.

## 라디오
- DL라디오
- 이노우에 마리나 시모다 아사미의 IT혁명!

## 같이 보기
- 오늘 밤도 허슬 (今夜もハッスル)（선 텔레비전） - 소개 코너가 있었다.
- DMM.com